# Всеволод Псковски
Всеволод Мстиславич (рус. Всеволод Мстиславич је био кијевско-руски принц и владар из династије Рјуриковича који је владао као кнез Новгорода од 1117. до 1136. године, Перејаславља 1132. године, те Пскова од 1137. па до смрти..
Родио се као најстарији син Мстислава Великог и шведске принцезе Кристине од Шведске. Новгородом је почео владати након што му је отац преузео титулу великог кнеза Кијева. Истакао се градњом црквама и тиме што је одобрио повељу Иванске стотине, првог трговачког цеха. Упркос томе, након што је 1132. напустио Новгород како би преузео власт у Перејаслављу, грађани су то схватили као издају, те су га одбили примити натраг као свог владара.
1136. године је дошло до нове побуне након које је протеран у Псков гдје је и умро. Тај се догађај сматра почетком постојања Новгородске републике, иако ће Новгород наставити повремено бирати руске племиће и кнежеве као своје поглаваре.Имао је двоје деце - сина Ивана (који је умро млад) и кћер Вјачеславу, која се касније удала за пољског кнеза Болеслава IV.